# Andrea Lindholz
Andrea Lindholz (nascida a 25 de setembro de 1970) é uma advogada e política alemã da União Social Cristã (CSU) que serve como membro do Bundestag pelo estado da Baviera desde 2013. Ela representa o círculo eleitoral de Aschaffenburg.

## Carreira política
Lindholz tornou-se membro do Bundestag na eleição federal alemã de 2013. Ela é membro da Comissão de Assuntos Internos.
Desde 2021 Lindholz serve como vice-presidente do seu grupo parlamentar, sob a liderança do presidente Ralph Brinkhaus. Nesta qualidade, ela supervisiona as actividades legislativas do grupo em assuntos internos e jurídicos.

## Outras actividades
- Fundação Memorial aos Judeus Mortos da Europa, Membro do Conselho de Curadores[4]
- Technisches Hilfswerk (Agência Federal de Assistência Técnica), Vice-Presidente da Associação Federal[5]
- Fundação "Lembrança, Responsabilidade e Futuro" (EVZ), Membro Adjunto do Conselho de Curadores[6]
- Fundação Federal para a Reavaliação da Ditadura SED, Membro Suplente do Conselho Curador[7]

## Posições políticas
Em junho de 2017 Lindholz votou contra a introdução do casamento entre pessoas do mesmo sexo na Alemanha.